# 김우규
김우규(金友奎, 1691년 ~ ?)는 조선 숙종 때의 가객이다. 자는 성백(聖伯). 김수장과 사귀었고, <해동가요>에 그의 시조 11수가 전해온다. 그의 시조 1편을 들어 보면 다음과 같다.
강호에 비 갠 후 ㅣ니 水天이 한 빗친 제
小艇에 술을 싯고 낙대 메고 날여간이
蘆花에 나니는 白鷗는 날을 보고 반긴다.